# Флаг Ивано-Франковска
Флаг Ивано-Франковска (укр. Прапор Івано-Франківська) — официально утверждённый символ Ивано-Франковска Ивано-Франковской области Украины. Вид флага был утверждён 17 февраля 1995 года решением Ивано-Франковского городского совета.

## Описание
Флаг города Ивано-Франковска представляет собой прямоугольное полотнище с соотношением сторон 1,5:2. С двух боков флага — голубые полосы шириной 1/4 длины флага; средняя часть — белого цвета. В середине белого поля размещается изображение малого герба города.

## Хоругвь городского совета
Хоругвь городского совета — это квадратное полотнище белого цвета, по краях которого — вертикальные синие полосы (соотношение 1:5). Они символизируют обе реки Бистрицы, которые протекают через город.